# Seznam podpornih skupin Korpusa mornariške pehote Združenih držav Amerike
Seznam podpornih skupin Korpusa mornariške pehote Združenih držav Amerike.
- 1. podporna skupina Korpusa mornariške pehote Združenih držav Amerike
- 2. podporna skupina Korpusa mornariške pehote Združenih držav Amerike
- 3. podporna skupina Korpusa mornariške pehote Združenih držav Amerike
- 4. podporna skupina Korpusa mornariške pehote Združenih držav Amerike